# Stazione di Castelnuovo Belbo
La stazione di Castelnuovo Belbo è una fermata ferroviaria  posta sulla linea Alessandria-Cavallermaggiore. Serve il centro abitato di Castelnuovo Belbo.
Attualmente è inutilizzata dal 2012 a seguito della sospensione del traffico sulla tratta ferroviaria.
In passato era presente un binario di raddoppio, successivamente eliminato con conseguente trasformazione in fermata.